# Linoy Ashram
Linoy Ashram (hebräisch לינוי אשרם; * 13. Mai 1999 in Rischon LeZion) ist eine ehemalige israelische Rhythmische Sportgymnastin.

## Karriere
Ashram, die jemenitisch-griechische Wurzeln hat, nahm an den Olympischen Jugend-Sommerspielen 2014 in Nanjing teil. Sie wurde dort Fünfte im Einzelmehrkampf. Bei ihren ersten Weltmeisterschaften, 2015 in Stuttgart, verpasste sie mit dem vierten Platz mit dem israelischen Team knapp eine Medaille.
Ihre ersten WM-Medaillen gewann Ashram 2017 in Pesaro, wo sie zweimal Dritte wurde (Einzelmehrkampf und Band). Gold und Silber gingen jeweils an die Schwestern Dina Awerina und Arina Awerina aus Russland. Bei den beiden folgenden Weltmeisterschaften gewann Ashram insgesamt sechs Silber- und drei Bronzemedaillen. Im Einzelmehrkampf wurde sie dabei 2018 in Sofia von Dina Awerina geschlagen, während 2019 in Baku beide Awerina-Schwestern vor Ashram lagen.
Bei den Olympischen Sommerspielen 2020 wurde Ashram Olympiasiegerin im Einzelmehrkampf in der Rhythmischen Sportgymnastik. Mit 107,800 Punkten hatte sie dabei einen knappen Vorsprung vor der russischen Favoritin Dina Awerina, die mit 107,650 Punkten die Silbermedaille gewann. Arina Awerina, in der Qualifikation noch Zweite hinter ihrer Schwester Dina, wurde im Finale Vierte. Der knappe Sieg führte zu Kritik aus Russland. Ashram wurde durch ihren Sieg die erste Frau, die eine olympische Goldmedaille für Israel gewann. Bei der Schlussfeier der Spiele in Tokio war sie die Fahnenträgerin der israelischen Mannschaft.
Im April 2022 gab Ashram im Alter von 22 Jahren das Ende ihrer Karriere bekannt. Im gleichen Jahr wurde sie in die International Jewish Sports Hall of Fame aufgenommen.

## Galerie

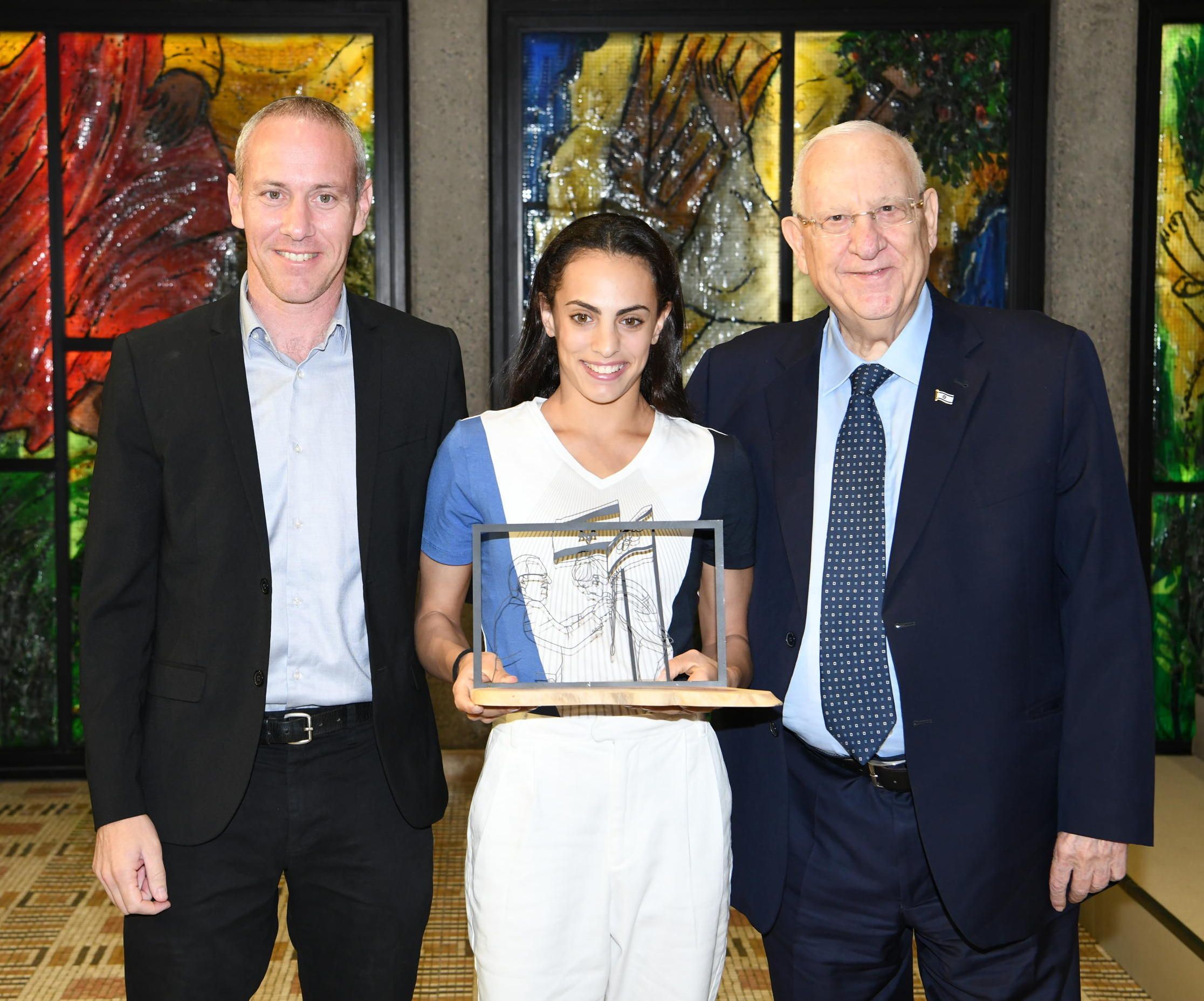
Ashram (Mitte) mit Reuven Rivlin (rechts)
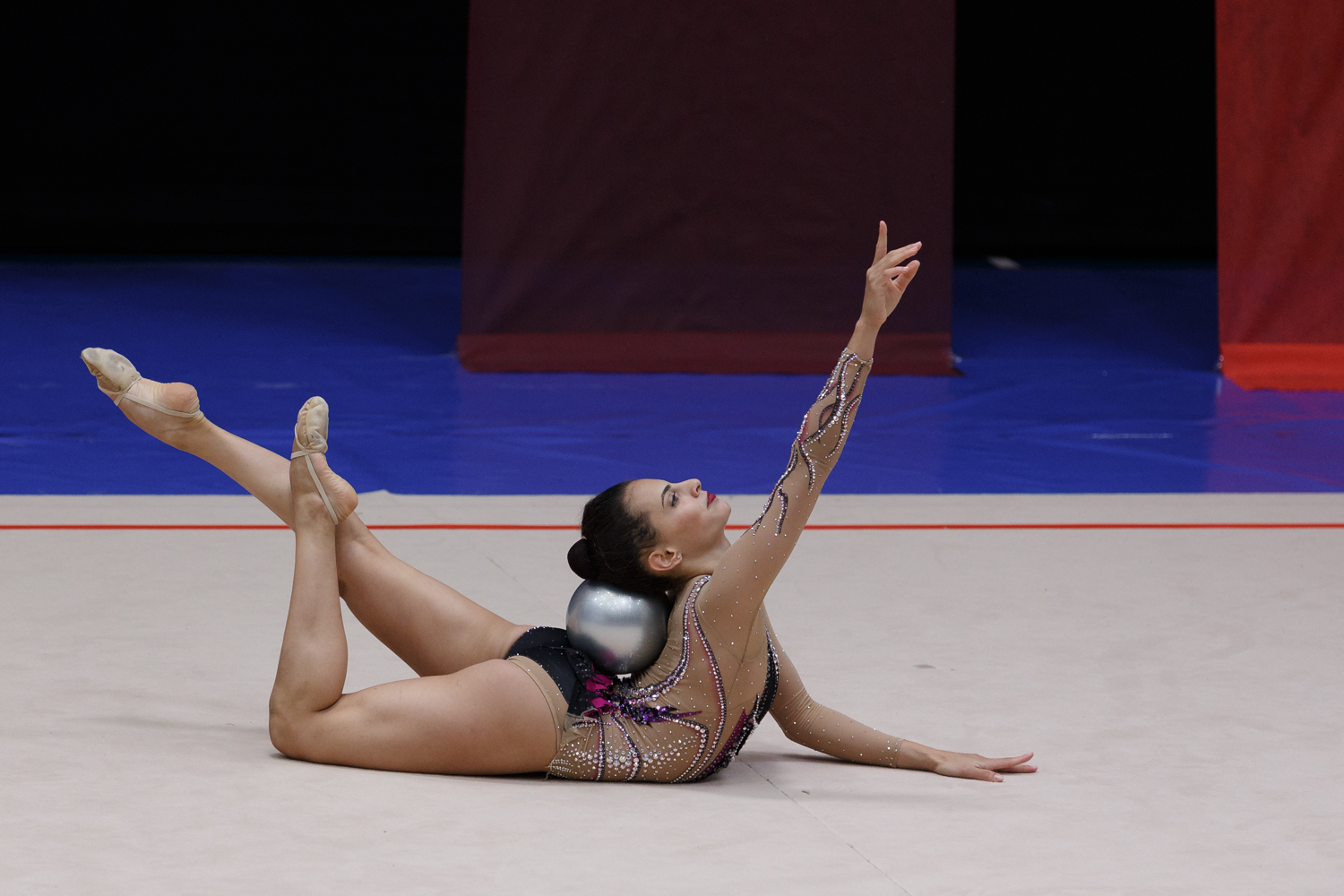
Ashram bei den israelischen Meisterschaften 2019
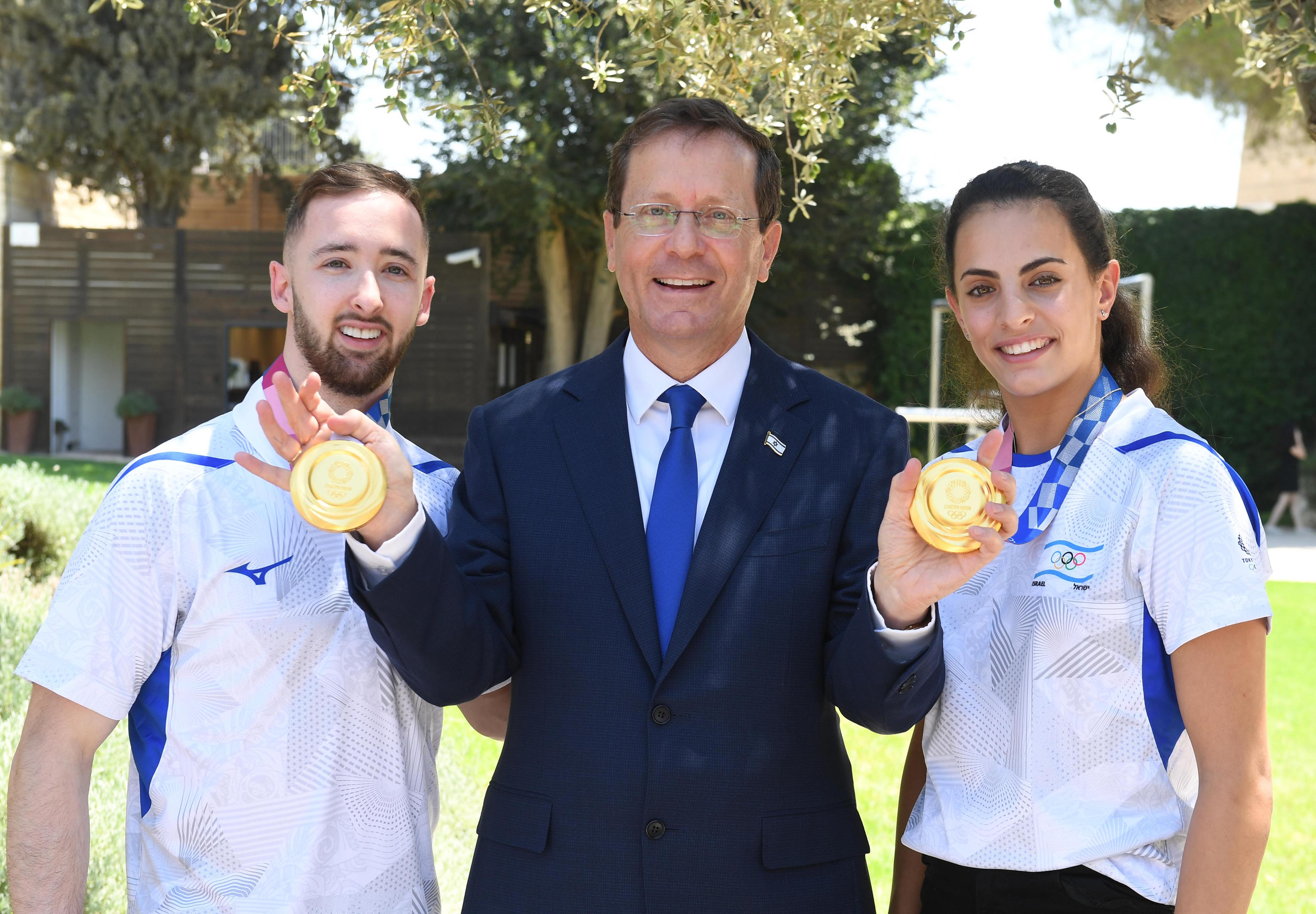
Ashram (rechts) und Artem Dolgopyat (links) mit Jitzchak Herzog